# Taku Harada
Taku Harada (født 27. oktober 1982) er en tidligere japansk fodboldspiller.
Han har spillet for flere forskellige klubber i sin karriere, herunder Nagoya Grampus Eight, Oita Trinita, Kawasaki Frontale og Roasso Kumamoto.